# Hyperplatys
Hyperplatys es un género de escarabajos longicornios de la tribu Acanthocinini.

## Especies
- Hyperplatys argentinus (Berg, 1889)
- Hyperplatys aspersus (Say, 1824)
- Hyperplatys californicus Casey, 1891
- Hyperplatys canus (Bates, 1863)
- Hyperplatys convexus (Melzer, 1935)
- Hyperplatys dilatatus J.-P. Roguet, 2022
- Hyperplatys dissimilis J.-P. Roguet, 2022
- Hyperplatys femoralis Haldeman, 1847
- Hyperplatys griseomaculatus Fisher, 1926
- Hyperplatys kawensis J.-P. Roguet, 2022
- Hyperplatys maculatus Haldeman, 1847
- Hyperplatys melzeri (Gilmour, 1965)
- Hyperplatys mexicanus Noguera & al., 2023
- Hyperplatys montanus Casey, 1913
- Hyperplatys nigrisparsus (Bates, 1885)
- Hyperplatys pacangensis Nascimento, 2018
- Hyperplatys pardalis (Bates, 1881)
- Hyperplatys perplexus J.-P. Roguet, 2022
- Hyperplatys pichinchensis Nascimento, Santos-Silva & McClarin, 2020
- Hyperplatys pusillus (Bates, 1863)
- Hyperplatys rileyi Heffern & Santos-Silva, 2022
- Hyperplatys ushveridzei Santos-Silva, Nascimento & Kozlov, 2019